# Институт музыки и ритма Эмиля Жак-Далькроза
Институ́т му́зыки и ри́тма Эмиля Жак-Далькроза открылся 22 апреля 1911 года в городке Хеллерау, расположенном недалеко от Дрездена.
Своей основной задачей в Хеллерауском институте, Далькроз считал подготовку преподавателей ритмики по своей системе для сети школ и институтов в разных странах, о создании которых он мечтал. Кроме того, он руководил музыкально-ритмическим воспитанием детей рабочих Хеллерау.

## История основания
В 1900—1912 годы Далькроз, работая в Женевской Консерватории, создаёт и оформляет метод ритмического воспитания «faire les pas» (с фр. — «делать шаги»), названный впоследствии «системой ритмической гимнастики», а ещё позднее — «ритмикой».
Новый метод поначалу не нашёл признания в стенах Консерватории. Борьбу за воплощение своих идей Далькроз вёл в течение 1903—1905 годов. Не добившись разрешения открыть в Консерватории специальный курс, чтобы обучать «faire les pas», он с большим трудом снимает помещение, в котором начинает проводить свои занятия. Поначалу у него было 46 преданных ему учеников и помощница, голландка Нина Гортер, посвятившая всю свою жизнь делу развития системы Далькроза. Руководство Консерватории, хотя и дало ему возможность в 1902 году в виде опыта открыть класс ритмики, все же продолжает утверждать, что Далькроз обращает своих учеников в учёных обезьян. И только в 1905 году ему разрешают провести специальный курс ритмики в стенах Консерватории. В эти годы Далькроз много пишет о музыкальном воспитании. Он критикует устаревшие методы обучения, считает, что учителя музыки, пренебрегая самим искусством музыки, заботятся об одной только технике.

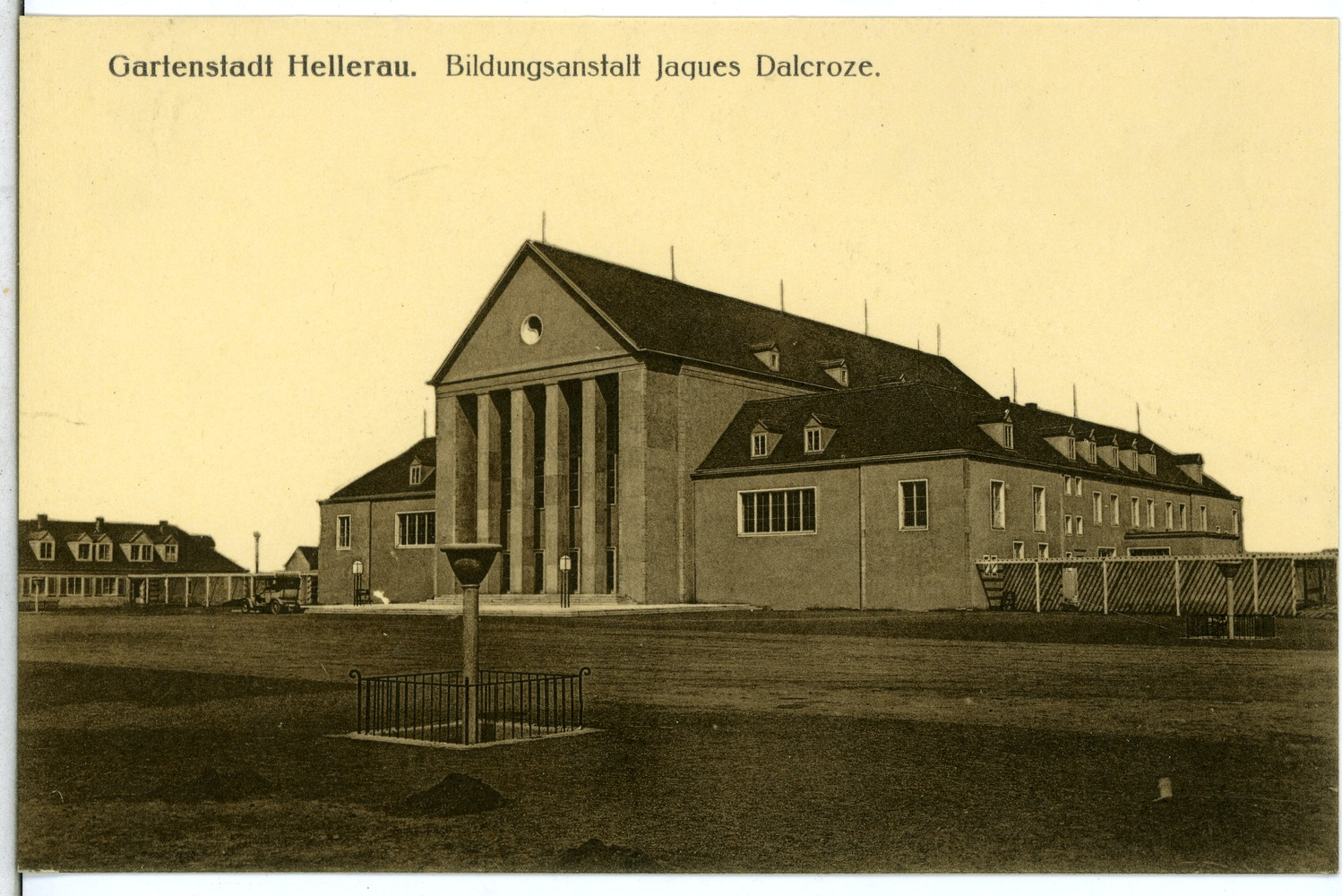
Школа Жака Далькроза (1912)

В годы борьбы за признание системы Далькроз организует бесчисленные демонстрации метода в Швейцарии, Австрии, Германии, Голландии, Англии, Франции и других странах. Его показы вызывают огромный интерес, имеют триумфальный успех. Везде открываются школы. Его называют великим изобретателем. Демонстрируя свою систему, он часто «умоляет» не рассматривать показ как театральное зрелище и неустанно напоминает о том, что речь идёт о новой педагогической системе, о попытке перевести музыкальный ритм в движения человеческого тела.
Хеллерауский период — это самая яркая и успешная страница в жизни Жак-Далькроза. В Хеллерау его пригласил Вольф Дорн, основатель первого в Германии «города-сада» для рабочих. «Увидев однажды публичную демонстрацию Далькроза, он сразу оценил воспитательное значение системы. Он предложил Далькрозу переселиться в Дрезден, а затем обосноваться в местечке Хеллерау, где он обещал построить ему здание для будущего Института ритмического воспитания».
По приглашению Вольфа Дорна, Далькроз год преподавал систему в самом Дрездене, после чего состоялось торжественное открытие Института Жак-Далькроза в посёлке Хеллерау.
22 апреля 1911 года, при церемонии закладки здания доктор Вольф Дорн произнес речь, в которой указал на цели и задачи нового учебного заведения. Он говорил, что Институт служит определённой идее возвращения утраченного людьми ритма, что Далькроз «сознательно работает над возрождением ритма, как воспитательной и образующей силы, как дисциплинирующего начала». Дорн привел слова Далькроза, что в Берлине, или в каком-либо другом большом городе, он смог бы устроить лишь школу музыки, тогда как в Хеллерау сможет поднять Институт ритма на высоту социального учреждения. Далее Дорн сказал, что само здание свидетельствует о высоте и ясности его назначения. Сам вид его внутренних помещений будет требовать порядка во всём. В плане значились следующие предметы: ритмика, шведская гимнастика, пластика, сольфеджио, импровизация на рояле, гармония и теория музыки, хоровое пение, лекции по анатомии и физиологии.

## Система обучения

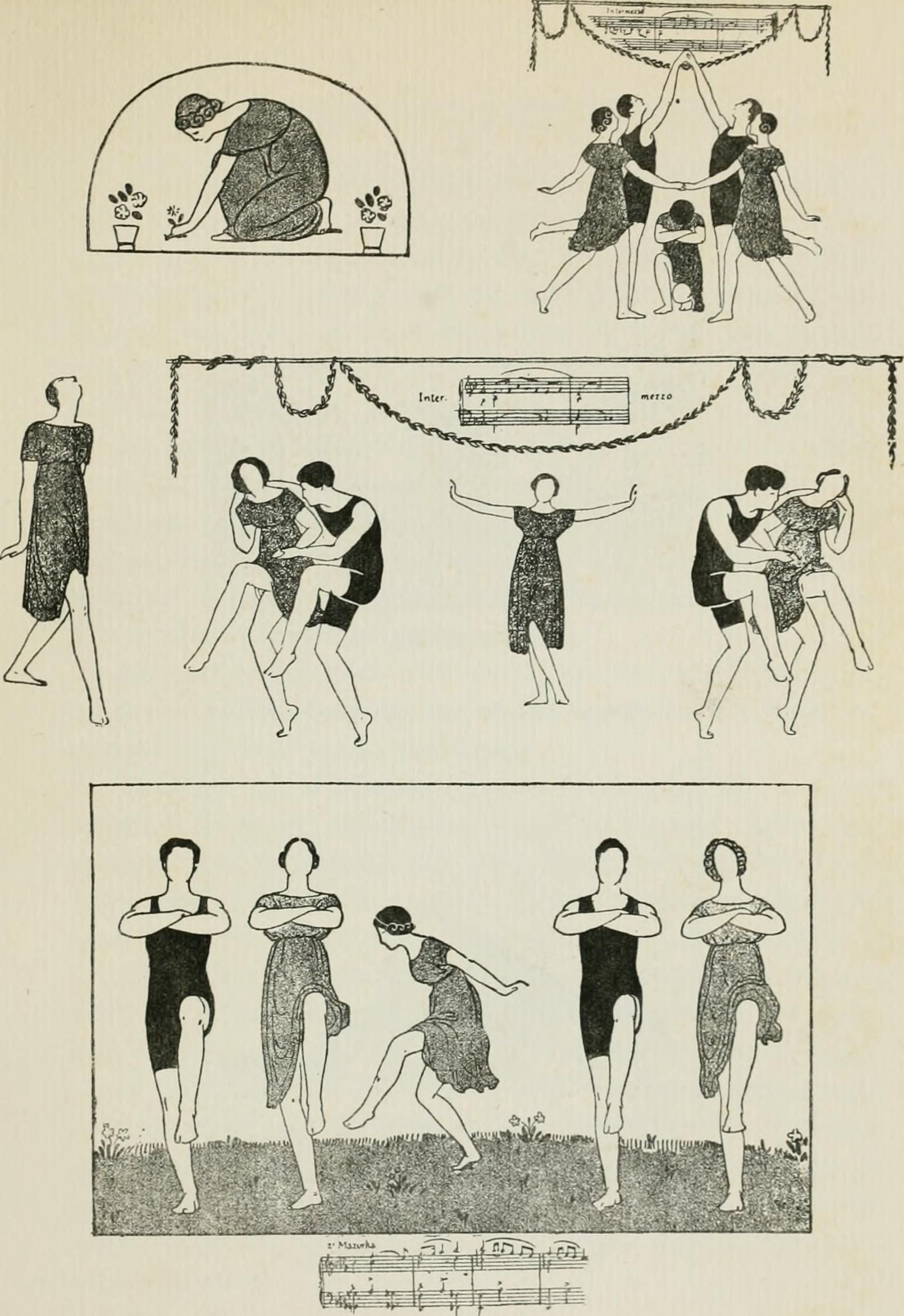
Танцевальная система Далькроза (книжная иллюстрация, 1912, художник M. Thévenez)

Под термином «танец» Далькроз понимал искусство выражать свои чувства при помощи ритмических движений, но он не находил этого в классическом танце. Главные принципы Далькроза: «Музыка звуков и музыка жестов должны быть воодушевлены одними чувствами. Музыка должна одухотворять движение тела, чтобы оно воплотилось в „зримое звучание“». Танец становится элементом, имеющим действенное, эстетическое и социальное значение.

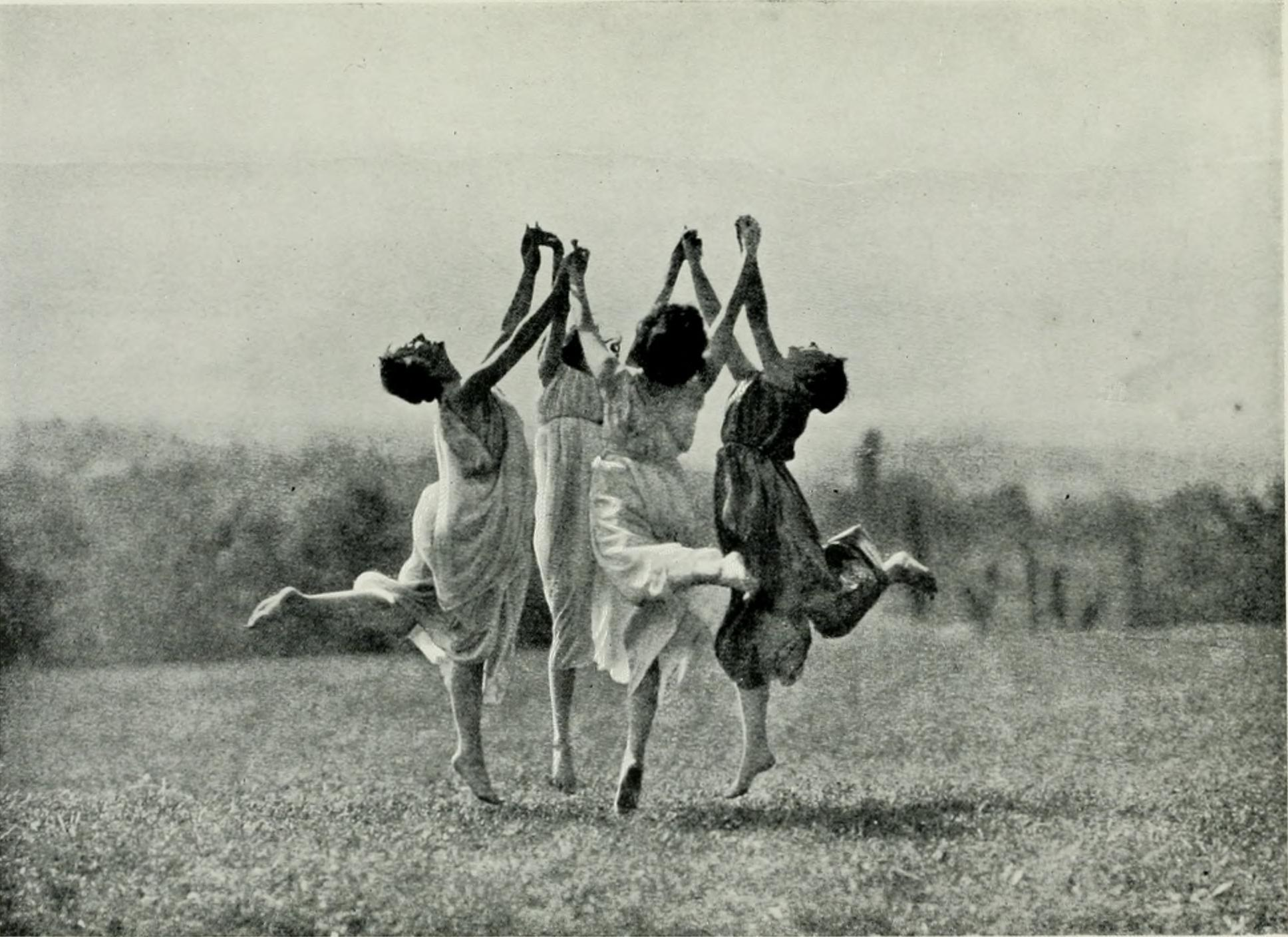

Далькроз считает, что порядок преподавания должен быть таков:
- ритм;
- звук;
- инструмент.

Этому соответствуют:
- физические упражнения;
- упражнения для слуха и голоса;
- выяснения взаимоотношений между движениями тела и механизмом данного инструмента.

Кроме того, прежде чем взяться за музыку, нужно научиться воспринимать и ощущать её всем своим существом, проникнуться чувством, которое порождает ритм и звуки. Далькроз считает важным раннее музыкальное воспитание детей и общее эстетическое воспитание. Он борется за то, чтобы приём в музыкальные школы зависел не от материального благосостояния родителей, а от одарённости ребёнка. Он особенно подчёркивал значение ритмики для детей, так как движение является биологической потребностью их организма. Далькроз говорил, что вводя ритм в школьное образование, мы готовим ребёнка к познанию искусства вообще, так как ритм является базой для всякого искусства — музыки, скульптуры, архитектуры, поэзии. Кроме того, музыка имеет общевоспитательное значение — стимулирует к действию астенические натуры, успокаивает возбуждение, тонизирует поведение человека. Система Далькроза получила широкое распространение в области терапии.
Ученики Далькроза — Мэри Вигман, Мари Рамбер, Валери Кратина и другие, создавшие впоследствии свои школы пластики в разное время, в разных странах, опирались в своей работе на принципы системы Далькроза. В этом он видел залог успешной борьбы с теми, кто извращал, вульгаризировал его метод. Далькроз очень ревниво оберегал свою систему от посягательств людей, неверных его принципам, поэтому он требовал, чтобы желающие получить право на преподавание по его методу, дополнительно занимались в Институте. Выдавая свидетельства на право преподавания, он ставил следующие условия на выпускных экзаменах по ритмике:
- Дать организованный урок и этим показать, что владеешь как пластической, так и музыкальной стороной предмета.
- Уметь не сложно, но верно импровизировать на рояле, сопровождая урок.
- Показать способность творчески мыслить.
- Уметь владеть собой на экзамене, не теряя головы.
- Свободно владеть своим телом при выполнении предложенных ритмических рисунков.

## Известные выпускники
Этими качествами полностью владели его дипломированные ученики: швейцарцы Сюзанн Перротте, Альбер Жаннере, Сюзанн Феррьер, голландки Мария Адама ван Шельтема, Ани Бек, полька Мария Рамбер, испанец Плацидо де Монтолью, немка Эльсбет Лаутер.
Однако, охраняя чистоту своих принципов, Далькроз находил полезным для своих учеников знакомиться и с другими гимнастическими методами. Всюду можно было, по его мнению, найти что либо хорошее, не забывая при этом анализировать и сравнивать. Надо быть выше всяких ссор, надо уметь видеть и положительные, и отрицательные стороны творчества других с тем, чтобы суметь хотя бы не повторять их ошибок. Он не был догматиком, и метод его подвергался постоянной эволюции, развитию, усовершенствованию, и поэтому так трудно было в нескольких словах определить сущность его системы. Кроме того, Далькроз не уставал повторять, что сам охотно учится у своих же учеников и готов выслушивать их советы. Так, он включал в программу своих показов некоторые упражнения, созданные его учениками, а своей ученице Ани Бек он доверил постановку танцев в опере Глюка «Орфей». Допуская разумное отношение к чужим методам, он был всё же твёрд в сохранении основного положения своей системы.

## Архитектура и внутреннее устройство

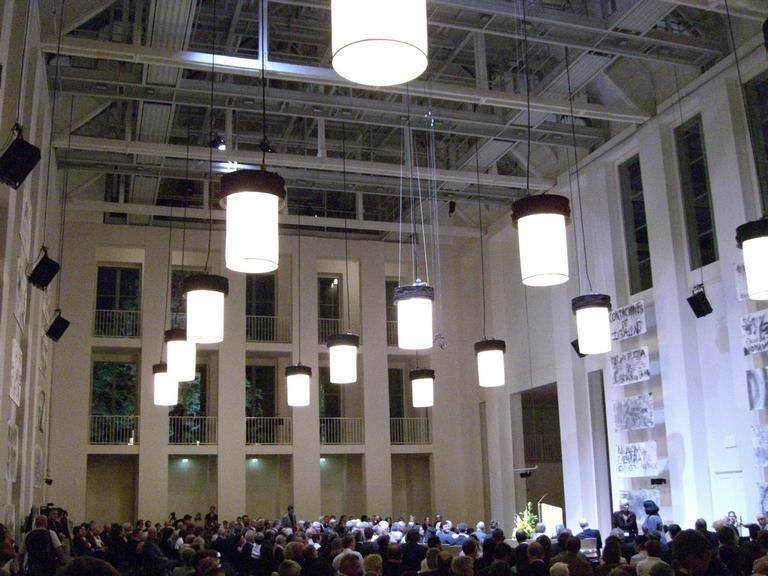

Архитектура главного здания, построенного по проекту архитектора Генриха Тессенова, отличалась строгостью линий и благородной простотой. Три ступени широкой лестницы вели ко входу. Четыре высокие четырёхугольные колонны поддерживали фронтон, на котором была изображена эмблема Института — символ равновесия. Четыре застеклённые двери вели в вестибюль, откуда две симметрично расположенные лестницы в свою очередь вели на второй этаж. Прямо находились три входа в зрительный зал. В аудиториях первого этажа, где проводились занятия по ритмике, стоял только рояль. Пол был покрыт линолеумом. В одном из классов поверху шла галерея, с которой можно было наблюдать за ходом занятий. С этой галереи первокурсники часто смотрели на уроки старших товарищей. Бывали и приезжие гости, приглашённые Жак-Далькрозом. Так, например, в 1914 г. с этой галереи смотрела на урок Далькроза знаменитая балерина Анна Павлова. В первом этаже находились душевые и бассейны для ног с проточной подогретой водой. На втором этаже были расположены классы для занятий сольфеджио и импровизации на рояле, здесь помещался читальный зал.

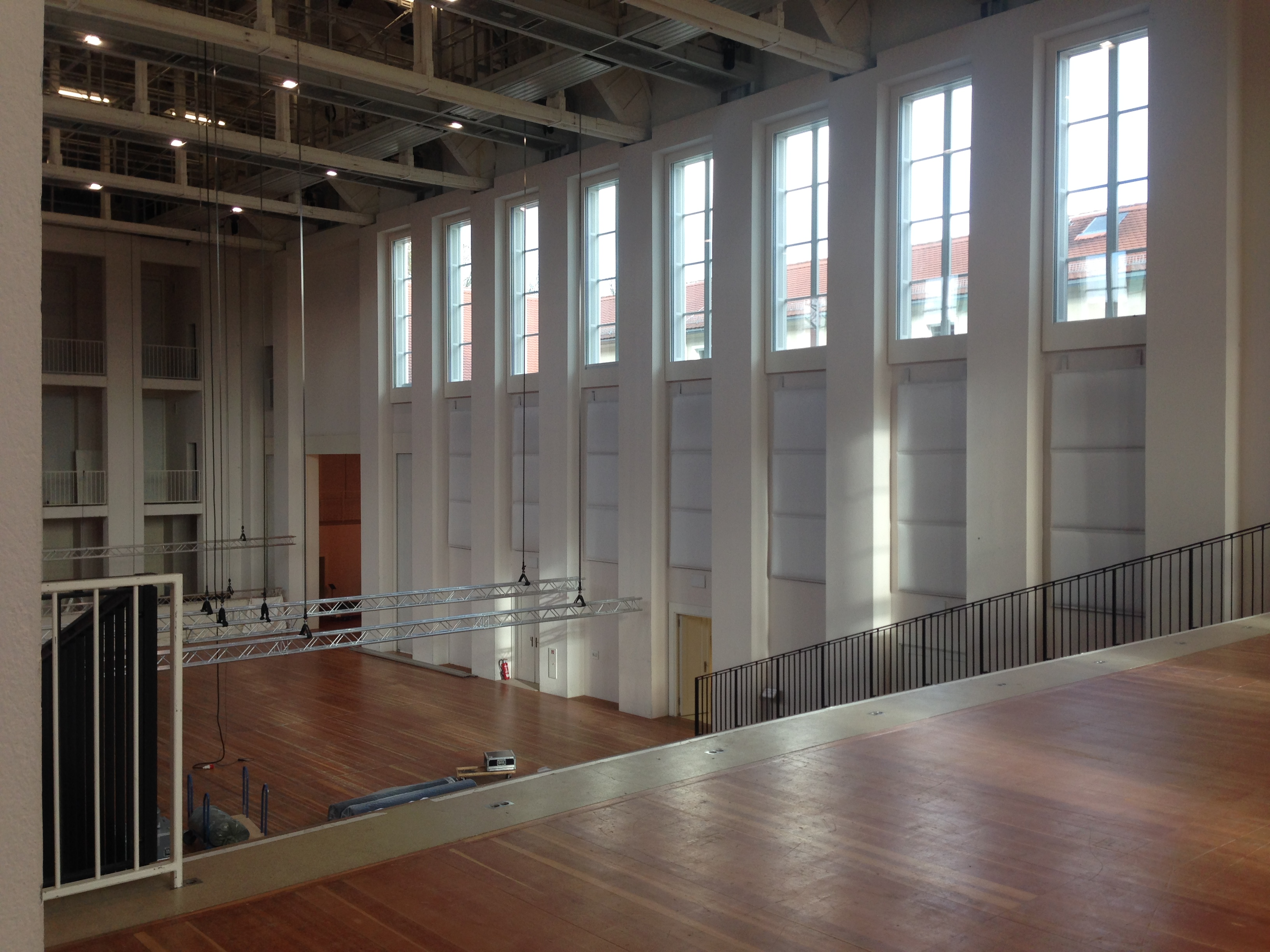

В просторном зрительном зале (на 800 человек) места для зрителей располагались амфитеатром. Место действия было отделено от зрителей оркестровой ямой, которую при необходимости закрывали щитами, что давало возможность увеличить сценическую площадку. Занавес отсутствовал. Декорации состояли из двухступенчатых лестниц, обтянутых суровым полотном. Возможности всяких комбинаций при такой, на первый взгляд, скудости средств были неограниченны.
Совершено исключительный интерес представляла система освещения. Далькроз называл свет новым элементом художественной жизни, оркестровки движений. Над потолком была расположена сложнейшая аппаратура, регулирующая силу света и позволяющая пользоваться всевозможными световыми эффектами. Стены и потолок были затянуты прозрачной белой тканью, пропитанной воском, за которой располагалось бесчисленное количество электрических лампочек. Зажигалось освещение постепенно, по мере надобности его усиливали или смягчали. Возможно было и освещение отдельными полосами и цветное освещение. Создание системы освещения было заслугой русского художника Александра Зальцмана.

## Окончание деятельности института

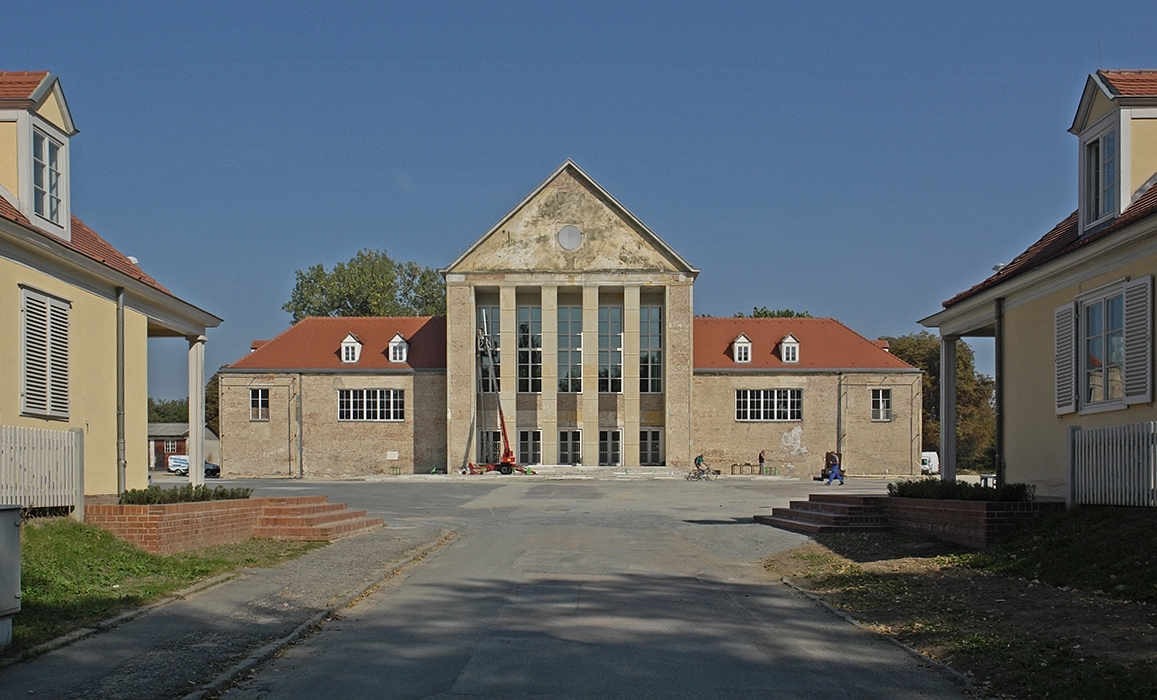
Современный вид здания Института

«Для ритмистов Хеллерау не был просто названием посёлка. (…) Хеллерау являлся своеобразным центром, куда устремлялись со всех концов света музыканты, художники, педагоги и любители, увлечённые новой системой женевского профессора и жаждущие учиться в Институте под его руководством. Хеллерау был тем местом, где несколько сот людей разнообразных профессий, возрастов, общественных положений и национальностей сливались в одном стремлении усовершенствовать себя для себя и для других, и в этом была особая прелесть нашей совместной жизни». Хеллераусский Институт музыки и ритма просуществовал недолго — во время Первой мировой войны Далькроз подписал протест против разрушения Реймсского собора, и ему пришлось уехать из Германии.